# Петріла
Петріла (рум. Petrila) — місто у повіті Хунедоара в Румунії. Адміністративно місту підпорядковані такі села (дані про населення за 2002 рік):
- Жієц (803 особи)
- Кимпа (771 особа)
- Рескоала (176 осіб)
- Тіріч (67 осіб)

Місто розташоване на відстані 238 км на північний захід від Бухареста, 61 км на південний схід від Деви, 148 км на південь від Клуж-Напоки, 128 км на північ від Крайови.

## Населення
За даними перепису населення 2002 року у місті проживали 25 840 осіб.
Національний склад населення міста:
| Національність   | Кількість осіб | Відсоток |
| ---------------- | -------------- | -------- |
| румуни           | 23668          | 91,6%    |
| угорці           | 1905           | 7,4%     |
| цигани           | 153            | 0,6%     |
| німці            | 73             | 0,3%     |
| українці         | 11             | < 0,1%   |
| чехи             | 8              | < 0,1%   |
| поляки           | 5              | < 0,1%   |
| словаки          | 4              | < 0,1%   |
| росіяни-липовани | 2              | < 0,1%   |
| турки            | 2              | < 0,1%   |
| татари           | 2              | < 0,1%   |
| серби            | 1              | < 0,1%   |
| болгари          | 1              | < 0,1%   |
| греки            | 1              | < 0,1%   |
| євреї            | 1              | < 0,1%   |
| італійці         | 1              | < 0,1%   |

Рідною мовою назвали:
| Мова       | Кількість осіб | Відсоток |
| ---------- | -------------- | -------- |
| румунська  | 24187          | 93,6%    |
| угорська   | 1590           | 6,2%     |
| німецька   | 22             | 0,1%     |
| циганська  | 19             | 0,1%     |
| українська | 8              | < 0,1%   |
| польська   | 4              | < 0,1%   |
| чеська     | 3              | < 0,1%   |
| російська  | 2              | < 0,1%   |
| татарська  | 2              | < 0,1%   |
| болгарська | 1              | < 0,1%   |

Склад населення міста за віросповіданням:
| Релігія                                       | Кількість осіб | Відсоток |
| --------------------------------------------- | -------------- | -------- |
| православні                                   | 20722          | 80,2%    |
| римо-католики                                 | 1812           | 7,0%     |
| п'ятдесятники                                 | 1607           | 6,2%     |
| реформати                                     | 811            | 3,1%     |
| греко-католики                                | 128            | 0,5%     |
| баптисти                                      | 109            | 0,4%     |
| унітарії                                      | 90             | 0,3%     |
| бретрени                                      | 56             | 0,2%     |
| адвентисти                                    | 48             | 0,2%     |
| не релігійні                                  | 23             | 0,1%     |
| атеїсти                                       | 18             | 0,1%     |
| лютерани                                      | 15             | 0,1%     |
| старообрядці                                  | 12             | < 0,1%   |
| лютерани (Синодально-пресвітеріанська церква) | 12             | < 0,1%   |
| лютерани (Аугсбурзького сповідання)           | 5              | < 0,1%   |
| мусульмани                                    | 3              | < 0,1%   |
| юдеї                                          | 1              | < 0,1%   |
| не вказали релігію                            | 26             | 0,1%     |

## Зовнішні посилання
- Дані про місто Петріла на сайті Ghidul Primăriilor